# Eurysanaea
Eurysanaea is een insectengeslacht van halfvleugeligen uit de familie Delphacidae. De wetenschappelijke naam van het geslacht werd voor het eerst geldig gepubliceerd in 2019 door Della Giustina.

## Soorten
- Eurysanaea pyrenea (Fieber, 1866)  
  - = Eurysa pyrenea Fieber, 1866